# Italo D'Eramo
Italo D'Eramo (Lamia, 22 ottobre 1906 – Valujki, 28 gennaio 1943) è stato un militare italiano, decorato di medaglia d'oro al valor militare alla memoria nel corso della seconda guerra mondiale.

## Biografia
Nacque a Lamia, Grecia, il 22 ottobre 1906, figlio di Leucio e Vittorina Endrizzi. La famiglia era originaria di Rocca di Mezzo, in Abruzzo, e si era successivamente trasferita a Genova per partecipare alla costruzione dell'autostrada Genova-Serravalle Scrivia, e qui decise di stabilirvisi definitivamente. Conseguito il diploma di geometra, nel 1926 fu chiamato a prestare servizio militare di leva nel Regio Esercito assegnato come allievo sottufficiale al corpo degli alpini. Divenuto sergente, nel 1927 fu assegnato in servizio al 2º Reggimento alpini di Cuneo. Congedatosi nel 1928 andò a lavorare presso l'ufficio tecnico del comune di Genova, e si sposò con la signorina Edith Cristoffanini da cui ebbe due figli, Leopoldo e Maria Pia. Nel 1941, in piena seconda guerra mondiale, fu richiamato in servizio attivo a domanda e posto in servizio presso il battaglione alpini "Borgo San Dalmazzo". Il 25 luglio 1942 partì per l'Unione Sovietica in qualità di ufficiale informatore presso la compagnia comando del 1º Reggimento alpini. Al termine della lunga marcia il reggimento pose il suo comando nel villaggio di Topilo, formato da poche isbe e sovrastante il fiume Don, circa 40 km a est di Rossosh, sede del comando del Corpo d'armata alpino. Il 17 gennaio 1943 si scatenò la violentissima offensiva sovietica e tutti i reparti della 4ª Divisione alpina "Cuneense" ricevettero l'ordine di ripiegare verso Valujki, sul Don, dove si trovava la più vicina stazione ferroviaria non ancora caduta in mano nemica. Raggiunto il 20 gennaio il villaggio di Nowo Postojalowka, esso fu presto ben circondato dalle truppe nemiche, e partecipò alla disperata battaglia per rompere l'accerchiamento. Durante il violentissimo combattimento contro i carri armati russi, pur non essendo il comandante di alcun reparto, assunse d’iniziativa il compito di condurre in combattimento un gruppo di alpini sbandati e senza più ufficiali.  Rimasto gravemente ferito al petto, rifiutò di abbandonare i suoi compagni, e adagiato su una slitta prese parte alla ritirata dei giorni successivi. Attardato da questa battaglia ciò che rimaneva della "Cuneense" con i resti della "Julia" e della "Vicenza" non riuscì a ricevere il nuovo ordine di ripiegamento diramato dal comando di Corpo d'armata che segnalava di abbandonare l'originale percorso in favore di Nikolajewka, perché a Valujki era già stata raggiunta da nemico. All'alba del 28 gennaio i reparti italiani combatterono l'ultima battaglia nei pressi di Valuijki], contro un nemico soverchiante, e rifiutando le intimazioni di resa, imbracciata la sua arma iniziò a sparare, fino a che non cadde colpito a morte da una raffica di proiettili.
Il 3 gennaio 1943 era riuscito a mandare a casa un'ultima foto che lo ritraeva con altri cinque ufficiali del reggimento: si trattava del comandante reggimentale colonnello Luigi Manfredi, il tenente Ettore Belcredi, il tenente Claudio Ranalli, il maggiore Crispino Salvaire e il tenente Italo Stagno. Insignito della medaglia d'oro al valor militare alla memoria, essa fu consegnata alla moglie durante una cerimonia tenutasi a Mondovì, il 24 aprile 1949, dal Presidente della Repubblica Italiana Luigi Einaudi. Alla sua memoria è intitolato un Istituto delle scuole primarie e una via di Genova.

### Annotazioni
1. ↑  Il padre risiedeva in Grecia per motivi di lavoro, in quanto titolare di una importante azienda di costruzione di vie di comunicazione che aveva partecipato anche allo scavo del canale di Corinto.

### Fonti
1. 1 2  Bianchi, Cattaneo 2011, p. 459.
2. ↑  Militello 2021, p. 17.
3. 1 2 3 4 5 6 7 8 9 10 11  Militello 2021, p. 18.
4. 1 2 3  Bianchi, Cattaneo 2011, p. 460.
5. ↑  Militello 2021, p. 16.
6. ↑  Medaglie d'oro al valor militare sul sito della Presidenza della Repubblica
7. ↑  Registrato alla Corte dei conti il 15 aprile 1949, Esercito registro 11, foglio 173.